# 8262 Carcich
8262 Carcich este un asteroid din centura principală de asteroizi.

## Descriere
8262 Carcich este un asteroid din centura principală de asteroizi. A fost descoperit pe 14 septembrie 1985 la Stația Anderson Mesa de Edward L. G. Bowell. El prezintă o orbită caracterizată de o semiaxă mare de 2,42 ua, o excentricitate de 0,21 și o înclinație de 1,0° în raport cu ecliptica.